# Steadicam

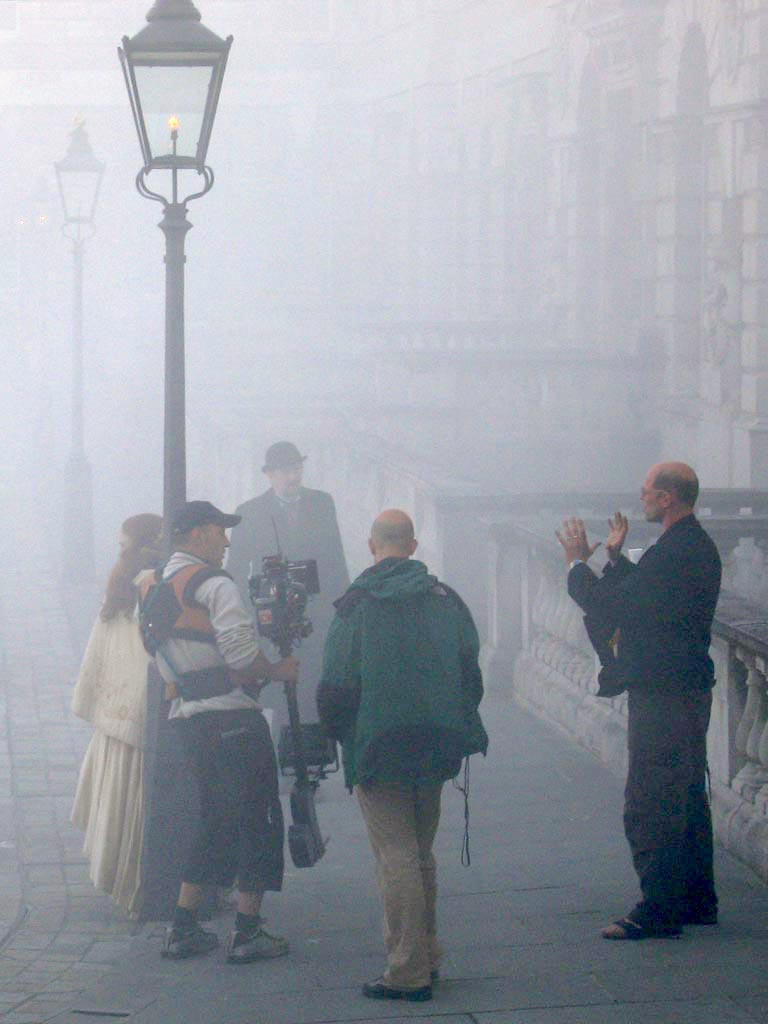
Filminspelning. Fotografen till vänster i bild bär en Steadicam.

Steadicam är ett kroppsmonterat bildstabiliseringssystem för film- och videokameror. Operatören/fotografen bär en väst som med en ledad arm kopplas till kameran. Systemet ger operatören möjlighet att röra sig relativt obehindrat och den ledade armen absorberar en stor del av de vibrationer och skakningar som operatörens rörelser innebär.

## Konstruktion
En Steadicam består av tre huvuddelar: väst, arm och släde. Västen är konstruerad av ett hårt material med vaddering närmast operatörens kropp. Armen är ledad och belastad med ett system av vajrar och fjädrar som fästs på västen. Släden hakas sedan fast på armen vid ett kullagerförsett fäste. Släden består av en stång där kameran fästs i ena änden och en motvikt, ofta i form av batteri och videomonitor, i den andra änden.
Operatören styr med ena handen kamerans rörelser i höjdled och sidled via den ledade armen och med den andra handen kan operatören tilta och göra panoreringar genom att med små rörelser vrida stången.
I samtliga rörliga leder i steadicamsystemet finns det knappt någon friktion alls. I bara armen finns över 30 kullager.

## Användningsområden

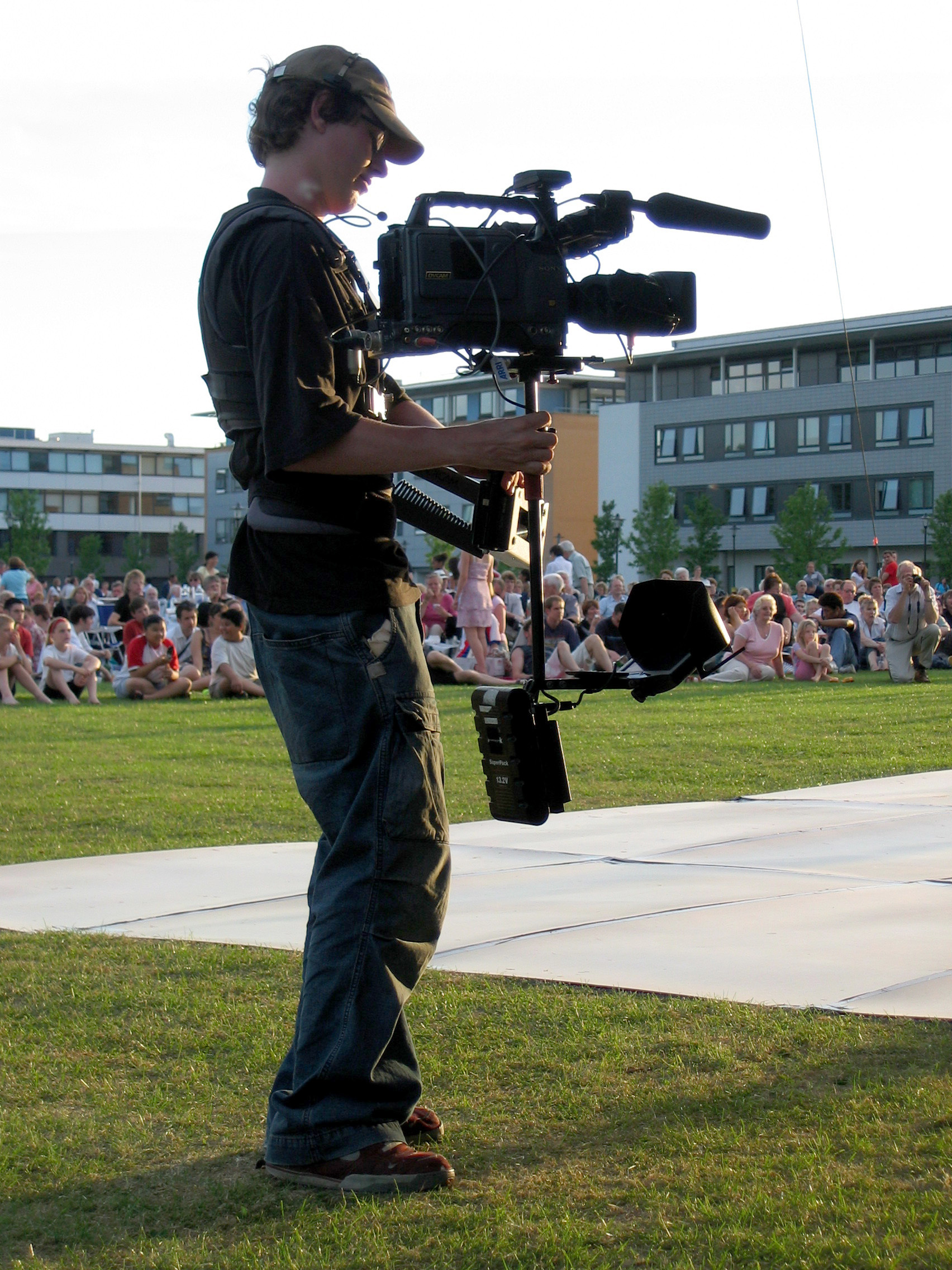
Steadicamoperatör framför en publik.

Förutom i filmproduktion för film och TV används Steadicam allt oftare i direktsändningar av olika slag.

## Historik
Den ursprungliga modellen av Steadicam konstruerades 1972 av den amerikanske fotografen Garrett Brown. Den första filmen där en Steadicam användes var i Woody Guthrie - Lyckans Land (1976) men det var med filmerna Rocky (1976) och Maratonmannen (1976) som Steadicam etablerades som ett oumbärligt hjälpmedel i film- och TV-produktionssammanhang.
Den första svenska filmen att använda Steadicam var Lars G. Thelestams Hempas bar från 1977.
Sedan år 2000 ägs varumärket Steadicam av företaget Tiffen då Cinema Products som var det ursprungliga bolaget för Steadicam försvann.

## Positioner
Missionary: Grunduppställning där operatören håller Steadicam i samma riktning som sig själv; viss form av gradändring förekommer så att riggen kan rotera från höger till vänster sida på operatören. Denna position används oftast vid väldigt snabba scener, till exempel löpscener, men kan också användas för en vanlig gångscen. Tyvärr kräver denna position då att operatören måste gå baklänges.
Don Juan: I denna uppställning har operatören vridit på riggen så att kameran kikar över operatörens axel. Detta är en stor favorit bland operatörerna om de ska gå före person/er som går. Denna position gör då att operatören kan gå rakt fram som vanligt och genom att titta framåt så får operatören en klar bild över terrängen samtidigt som en snabb ändring av ögonen snett bakåt gör att operatören ser monitorn.

## Kloner
Ibland används Steadicam som samlingsnamn för en rad kamerastabiliseringssystem, även om det inte är originalprodukten som avses. Under senare år har ett flertal (ofta billigare) alternativ till Steadicam lanserats. Bland dessa återfinns exempelvis Glidecam, Merlin, Steadydrive, Varizoom Flowcam, Indicam etc.